# 6678 Seurat
6678 Seurat è un asteroide della fascia principale. Scoperto nel 1977, presenta un'orbita caratterizzata da un semiasse maggiore pari a 2,7362409 UA e da un'eccentricità di 0,0326085, inclinata di 10,86346° rispetto all'eclittica.